# Kofi Asare
Kofi Fosuhene Asare, född 31 maj 2002, är en svensk fotbollsspelare som spelar för Landskrona BoIS.

## Karriär

### Tidiga år
Asare föddes i Ghana och kom till Sverige som sexåring. Han är uppvuxen i Storvreten i Tumba och började spela fotboll i IFK Tumba. Därefter spelade Asare ungdomsfotboll i Hammarby IF och Djurgårdens IF, som han anslöt till 2019. Asare gjorde 23 mål på 20 matcher för Djurgården i P19 Allsvenskan Norra 2021 och blev tvåa i skytteligan.

### Djurgårdens IF
I februari 2021 skrev Asare på ett tvåårigt ungdomskontrakt med Djurgården. Han tävlingsdebuterade den 18 augusti 2021 med ett inhopp i andra halvlek i en 4–0-seger över Karlslunds IF i Svenska cupen.
I oktober 2021 lånades Asare ut till IFK Haninge. Asare debuterade den 30 oktober 2021 i en 2–1-förlust mot Sollentuna FK, där han blev inbytt i den 83:e minuten och även gjorde sitt första mål. Asare spelade de avslutande tre matcherna i Ettan Norra 2021 och gjorde två mål.

### Sandvikens IF
I februari 2022 värvades Asare av Sandvikens IF. Han gjorde fem mål på 23 matcher i Ettan Norra 2022.

### Landskrona BoIS
Den 14 december 2022 värvades Asare av Superettan-klubben Landskrona BoIS, där han skrev på ett treårskontrakt. Asare gjorde sex mål och fem assister i Superettan 2023. I premiäromgången av Superettan 2024, den 31 mars, gjorde han ett hattrick i en 4–0-seger över sin tidigare klubb Sandvikens IF.